# 中村宗雄
中村 宗雄（なかむら むねお、1894年8月9日 - 1975年8月10日）は、日本の法学者。専門は民事訴訟法。学位は、法学博士（1941年）（学位論文「訴と請求並に既判力」）。早稲田大学名誉教授。東京生まれ。

## 人物
1917年、早稲田大学法科卒業。1918年、弁護士登録。1919年、ウィーン大学留学。1923年、早稲田大学助教授、1924年、同教授。1941年、「訴と請求並に既判力」で法学博士の学位を取得。1944年、法学部長。1949年、日本学士院会員。1958年、比較法研究所初代所長、1966年、定年退任、名誉教授、国士舘大学法学部教授。実体法と訴訟法の関係について中村理論を提唱した。民事訴訟法学会会長。号・茶涯学人。

## 著書
- 民事訴訟法要論 敬文堂書店 1924-25
- 「モラトリウム」ニ関スル研究 巌松堂書店 1927
- 改正民事訴訟法評釈 巌松堂書店 1930
- 民事訴訟法原理 第1巻 敬文堂書店 1937
- 民事訴訟法講義案 敬文堂書店 1938-39
- 民事訴訟法・人事訴訟手続法 三笠書房 1939 (法律学全書)
- 判例民事訴訟研究 第1巻 巌松堂書店 1939
- 訴訟法学の体系と訴訟改革理論 巌松堂書店 1942
- 経国法制通論 東山堂書房 1943
- 法学通論 早稲田大学出版部 1945
- 民事訴訟法 早稲田大学出版部 1947
- 民法総則 上巻 早稲田大学出版部 1948
- 実体法学と訴訟法学 朝倉書店 1948
- 訴と請求並に既判力 乾元社 1949
- 訴訟法学 評論社 1950 (法律学全書)
- 民法 敬文堂書店 1950
- マルクス主義理論と訴訟法学 訴訟法学革新のために 法律文化社 1951
- 破産法原論 風間書房 1954
- 自然科学に範型を求めた民事訴訟理論の再構成 洋々社 1955
- 民事訴訟要論 敬文堂書店 1955
- 民事訴訟法学の基礎理論 敬文堂書店 1957
- 民事訴訟法学の主要問題 大学院講義録音　敬文堂出版部 1968
- 学問の方法と訴訟理論 成文堂 1976
- 判例民事訴訟研究 第2巻 成文堂 1981.6

## 共著
- ヒユーマン・インタコース講義 井上歌郎共著 早稲田図書出版協会 1917

## 翻訳
- 英法原理 ダブルユー・エム・ゲルダート 早稲田出版協会 1917

## 記念論集
- 訴訟法学と実体法学 中村宗雄教授還暦祝賀論集 早稲田大学法学会 1955
- 民事訴訟の法理 中村宗雄先生古稀祝賀記念論文集刊行会 敬文堂出版部 1965